# Conde de Lajes
Conde de Lajes (Lages, na grafia original) é um título nobiliárquico criado por D. Pedro I do Brasil, por decreto de 12 de outubro de 1826, a favor de João Vieira de Carvalho.
Titulares
1. João Vieira de Carvalho (1781–1847) — primeiro barão, conde e marquês de Lajes;
2. Alexandre Manuel Vieira de Carvalho (1817–1876) — filho do anterior, segundo barão, primeiro visconde com grandeza e segundo conde de Lajes.